# Nana Smith
Nana Smith (nascida Nana Miyagi: Seattle, 10 de abril de 1971) é uma ex-tenista profissional estadunidense que representou o Japão.